# Heliconiaceae
Famille
Classification APG III (2009)
La famille des Heliconiaceae (Héliconiacées) regroupe des plantes monocotylédones. Elle comprend environ 80-200 espèces du genre Heliconia.
Ce sont des plantes herbacées vivaces des régions tropicales. Pour certaines espèces, la pollinisation est assurée par les oiseaux-mouches.
Issus de cette famille, plusieurs variétés et hybrides sont cultivés pour la production de fleurs coupées à cause de leurs  inflorescences colorées et résistantes.

## Étymologie
Le nom vient du genre Heliconia qui dérive du grec Ἑλικών / Helikṓn littéralement « la montagne tortueuse », en référence au mont Hélicon massif montagneux de Béotie, en Grèce, culminant à 1 748 mètres, nom qui a pour racine grecque ἕλιξ / hélix, « spirale, zigzag », en référence à la forme des inflorescences de cette plante.

## Quelques espèces
|  |

## Liste des genres
Selon World Checklist of Selected Plant Families (WCSP) (22 avr. 2010), Angiosperm Phylogeny Website (21 mai 2010), NCBI (22 avr. 2010), DELTA Angio (22 avr. 2010) & ITIS (22 avr. 2010) :
- genre Heliconia  L. (1771)

## Liste des espèces
Selon World Checklist of Selected Plant Families (WCSP) (20 mars 2012) :
- voir l'article genre Heliconia  L. (1771)

Selon NCBI (22 avr. 2010) :
- genre Heliconia
  - Heliconia acuminata
  - Heliconia bihai
  - Heliconia caribaea
  - Heliconia clinophila
  - Heliconia indica
  - Heliconia irrasa
  - Heliconia latispatha
  - Heliconia nutans
  - Heliconia paka
  - Heliconia psittacorum
  - Heliconia rostrata
  - Heliconia solomonensis
  - Heliconia stricta
  - Heliconia sp. Hahn 6921